# Богословка (Усть-Таркский район)
Богословка — деревня в Усть-Таркском районе Новосибирской области. Входит в состав Усть-Таркского сельсовета.

## География
Площадь деревни — 152 гектаров.

## Население
| 2002 | 2007 | 2010 |
| ---- | ---- | ---- |
| 357  | ↘324 | ↘315 |

## Инфраструктура
В деревне по данным на 2007 год функционируют 1 учреждение здравоохранения и 1 учреждение образования.